# George Novack
George Novack (Boston, 5 augustus 1905 – New York, 30 juli 1992) was een Amerikaans trotskist.

## Levensloop
Novack werd geboren in een Oost-Europees Joods gezin dat naar Boston was geëmigreerd. Hij studeerde aan de prestigieuze Harvard-universiteit en was aanvankelijk van plan om als uitgever te gaan werken toen de economische crisis van 1929 uitbrak. Zijn ervaringen radicaliseerden hem, en hij werd aanhanger van het revolutionair marxisme. In 1933 sloot hij zich aan bij de Trotskyist Communist League of America van James P. Cannon, een organisatie van marxistisch-trotskistische militanten die het oneens waren met de bureaucratisering in de Sovjet-Unie en in de communistische partijen. Binnen die organisatie zou hij steeds verder betrokken raken bij de trotskistische beweging in de Verenigde Staten. Hij zou vanaf 1940 lid zijn van de Amerikaanse SWP en tussen 1940 en 1973 lid zijn van het Nationaal Comité van die partij.
Tussen 1937 en 1940 was Novack secretaris van het American Committee for the Defence of Leon Trotsky, een organisatie die de verdediging opnam van Leon Trotski tegen de aanklachten die tegen hem waren geformuleerd tijdens de Processen van Moskou. Het comité zou in 1937 de Dewey Commission oprichten, dat aantoonde dat de aanklachten tegen Trotski onjuist waren en de processen een klucht.
George Novack was professor in de filosofie aan de Harvard-universiteit en gebruikte die positie om de arbeidersstrijd in de VS te populariseren en te ondersteunen. Zo was hij tussen 1941 en 1950 secretaris van de Civil Rights Defence Committee, een commissie die zich bezighield met de verdediging van linkse activisten die werden gearresteerd op basis van ondemocratische wetten zoals de Smith Act. Tijdens de Tweede Wereldoorlog was Novack zelf een van de 18 militanten van de SWP die op basis van deze wet terechtstonden en in de gevangenis belandden.
Novack raakte vooral bekend als publicist. Hij schreef talloze artikels en boeken, waarin hij op heldere en hedendaagse wijze het marxisme uiteenzette. Hij populariseerde heel wat theoretische vraagstukken van het marxisme, zoals het dialectisch materialisme, het historisch materialisme, de logica en andere thema's uit de marxistische filosofie. Zijn zeer toegankelijke schrijfstijl maakt dat zijn werk een goede inleiding en basis vormt voor het begrijpen van heel wat marxistische ideeën. Veel van zijn boeken zijn moeilijk verkrijgbaar, aangezien de uitgever van zijn werken, Pathfinder Press, een bijzonder restrictieve houding heeft tegenover publicatie door externen.